# Assemblée nationale (Gabon)
Pour les autres articles nationaux ou selon les autres juridictions, voir Assemblée nationale.
Législature de transition
Palais Léon Mba
L'Assemblée nationale est la chambre basse du Parlement du Gabon.

## Système électoral
L'Assemblée nationale est composée de 143 sièges pourvus pour cinq ans au scrutin uninominal majoritaire à deux tours dans autant de circonscriptions uninominales.
Avant 2018, 120 sièges étaient pourvus au scrutin uninominal majoritaire à un tour dans neuf circonscriptions plurinominales de neuf à dix-huit sièges correspondant aux provinces du Gabon,,. Lors du Conseil des ministres du 26 janvier 2018, néanmoins, il est décidé d'augmenter le nombre des sièges à 143,, en accord avec les décisions du dialogue national d’Angondjé et de passer au mode de scrutin uninominal à deux tours, en accord avec les résolutions prises lors du Dialogue national d'Angondjé,.

## Liste des présidents
| Titulaire                           | Mandat            | Mandat           | Parti politique                            | Parti politique                  |
| Titulaire                           | Début             | Fin              | Parti politique                            | Parti politique                  |
| ----------------------------------- | ----------------- | ---------------- | ------------------------------------------ | -------------------------------- |
| Paul Gondjout                       | 1960              | 12 février 1961  |                                            | Bloc démocratique gabonais (BDG) |
| Louis Bigmann                       | 12 février 1961   | 12 avril 1964    | BDG                                        |                                  |
| Georges Aleka Damas                 | 12 avril 1964     | 12 avril 1975    | BDG puis Parti démocratique gabonais (PDG) |                                  |
| Paul Gondjout                       | 12 avril 1975     | 26 février 1989  | PDG                                        |                                  |
| Augustin Boumah                     | 26 février 1980   | 20 novembre 1990 | PDG                                        |                                  |
| Jules Aristide Bourdes-Ogouliguende | 20 novembre 1990  | 22 avril 1993    | PDG                                        |                                  |
| Marcel Éloi Rahandi Chambrier       | 22 avril 1993     | 22 mai 1996      | PDG                                        |                                  |
| Guy Nzouba-Ndama                    | 1er janvier 1997  | 8 avril 2016     | PDG                                        |                                  |
| Richard Auguste Onouviet            | 8 avril 2016      | 30 avril 2018    | PDG                                        |                                  |
| Faustin Boukoubi                    | 11 janvier 2019   | 30 août 2023     | PDG                                        |                                  |
| Jean-François Ndongou (transition)  | 15 septembre 2023 | en cours         | PDG                                        |                                  |

## Évolution
À l'issue des élections législatives de 2011, le Parti démocratique gabonais du président Ali Bongo remporte 114 des 120 sièges. Le Rassemblement pour le Gabon obtient trois sièges tandis que le Centre des libéraux réformateurs, le Parti social-démocrate et l'Union pour la Nouvelle République obtiennent chacun un siège.
L'Assemblée nationale est renouvelée lors des élections législatives d'octobre 2018 après la dissolution d'avril 2018. Le PDG garde la majorité avec 98 sièges sur 143.
Les législatives sont réorganisées dans 10 circonscriptions en août 2019 à la suite des invalidations de scrutins par la Cour Constitutionnelle. Après celles-ci, la composition de l'assemblée reste sensiblement la même avec une majorité de 96 sièges sur 143 pour le PDG.